# 達什敦多布
達什敦多布（?—?），喀尔喀蒙古赛音诺颜部人，博尔济吉特氏。清朝蒙古王公，第二代赛音诺颜部旗亲王。达延汗巴图蒙克、格哷森札札赉尔、诺诺和后裔，图蒙肯玄孙，丹津喇嘛曾孙，塔斯希布之孙，第一代赛音诺颜部旗亲王善巴长子。
康熙四十六年（1707年），達什敦多布袭封扎萨克和硕亲王。雍正三年（1725年），因为额驸策棱功劳卓著，雍正帝命策棱率近族亲王达什敦多布，贝勒纳木扎勒、齐素咙，贝子策旺诺尔布，辅国公阿努哩敦多布、额琳沁、扎木禅旺扎勒，台吉格木丕勒、齐旺、锡喇札布、达尔济雅、根敦、车布登、巴朗、延达博第、呢玛特、克什、诺尔布扎布，一共十九扎萨克，别为一部，号赛因诺颜部，称喀尔喀中路，不再隶属于土谢图汗部。喀尔喀从此开始有四部。雍正四年（1726年）達什敦多布因为年老被雍正帝免除亲王爵位。他的长子喇嘛札布袭封扎萨克和硕亲王。